# (73349) 2002 JE131
(73349) 2002 JE131 – planetoida z pasa głównego asteroid okrążająca Słońce w ciągu 3,6 lat w średniej odległości 2,35 j.a. Odkryta 8 maja 2002 roku.